# H.P. Badstue
Hans Pedersen Badstue (født 9. september 1802 på Badstuegården i Skårup, Øsløs Sogn, død 7. august 1879 i Øsløs) var en dansk politiker. Badstue arvede sin fars gård som han solgte i 1850 og så købte et hus i Øsløs. Han var sognefoged 1833-1826, lægdsmand 1833-1837 og var medlem af sogneforstanderskabet og vurderingsmand i Øsløs Sogn. Badstue stillede op til Folketinget i Thisted Amts 1. valgkreds (Bjergetkredsen) ved suppleringsvalget efter N. Gottlobs udtræden i august 1851. Han vandt over proprietær Hasselbalch og indtrådt i Folketinget 29. september 1851. Han talte kun én gang i Tinget og genopstillede ikke efter valgperiodens udløb.